# Nông nghiệp cộng đồng

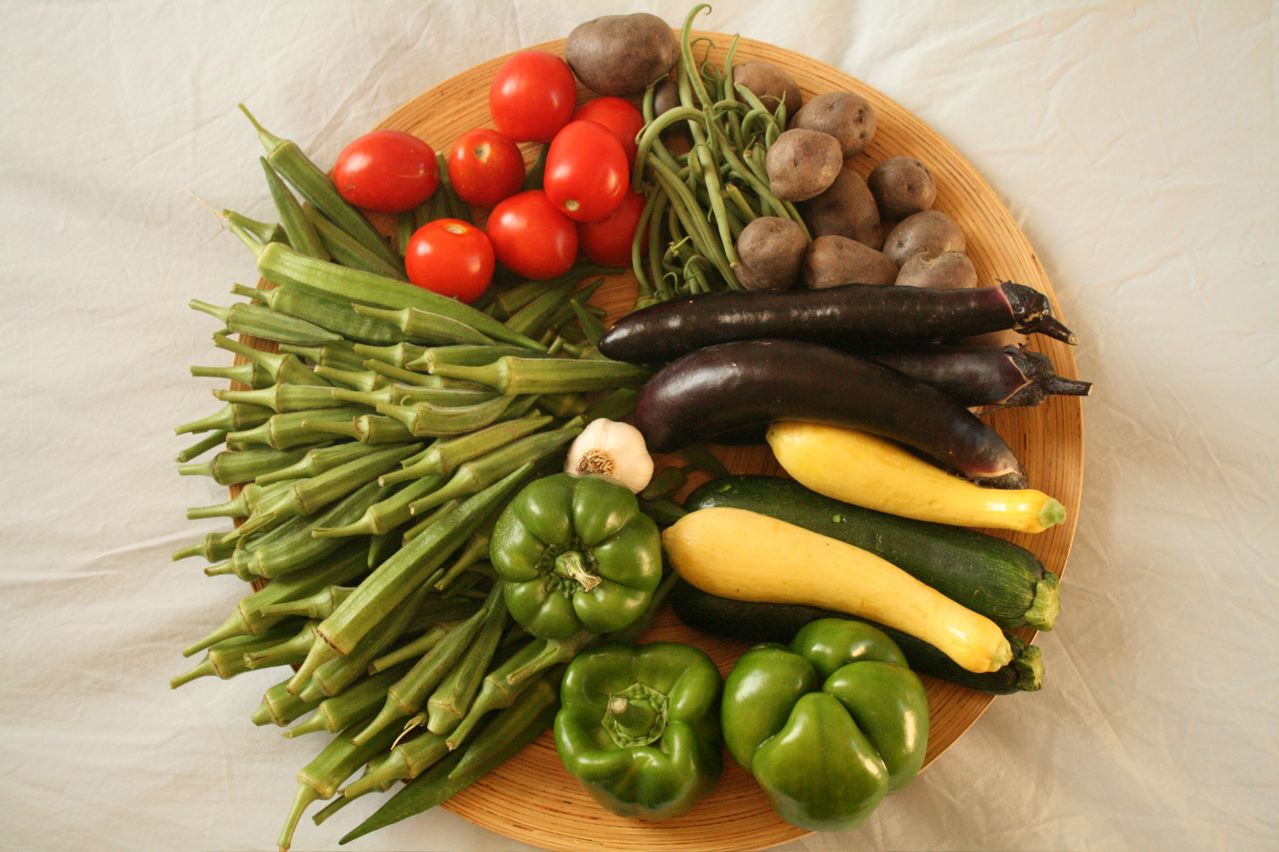
Một ví dụ về một chia sẻ của CSA, bao gồm ớt chuông, đậu bắp, cà chua, đậu, khoai tây, tỏi, cà tím và bí đao.

Nông nghiệp cộng đồng hay còn được gọi lại mô hình nông nghiệp cộng đồng, gọi tắt là CSA, là một hệ thống kết nối người sản xuất và người tiêu dùng trong chuỗi thực phẩm thông qua việc cho phép người tiêu dùng đăng ký sản phẩm trước với một nông trại hoặc một nhóm nông trại. Đây là một mô hình nông nghiệp kinh tế xã hội và phân phối thực phẩm thay thế, mô hình này cho phép người tiêu dùng và người sản xuất chia sẻ các rủi ro khi làm nông nghiệp. Mô hình này là một nhánh của mô hình lớn hơn là nông nghiệp dân sự, một mô hình hướng đến mục tiêu tăng cường sức mạnh cộng đồng thông qua thị trường địa phương.
Bằng việc đăng lý trước với người sản xuất, người tiêu dùng sẽ nhận được các sản phẩm nông nghiệp hằng tuần hoặc hai tuần một lần. Các sản phẩm nông nghiệp họ nhận được có thể là rau củ và hoa quả theo mùa, đôi khi có thể thêm cả sản phẩm sấy khô, trứng, sữa, thịt v.v. Thông thường thì các nông trại hoặc người nông dân sẽ cố gắng để giữ mối quan hệ với khách hàng bằng việc gửi thư hằng tuần kể về tình hình nông trại, mùa vụ, mời khách hàng đến thu hoạch sản phẩm hoặc tổ chức các sự kiện nông trại mở rộng. Một vài mô hình CSAs tính tiền công cho người mua khi tham gia thu hoạch, tính trừ vào phí đăng ký.
Thuật ngữ CSA chủ yếu được dùng ở Mỹ và Canda, nhưng hệ thống và mô hình tương tự thì được sử dụng rộng rãi trên thế giới.

## Lịch sử
Khái niệm "nông nghiệp cộng đồng" được tạo ra ở Đông Bắc Mỹ những năm 1980s, ảnh hưởng từ ý tưởng về nông nghiệp sinh học ở châu Âu do Rudolf Steiner khởi xướng. Hai nông dân châu Âu là Jan Vander Tuin từ Thụy Sỹ và Trauger Groh từ Đức đã mang ý tưởng nông nghiệp sinh học đến Mỹ giữa những năm 1980s. 
Vander Tuin đồng sáng lập dự án nông nghiệp cộng đồng lấy tên là Topinambur. Dự án thực hiện gần Zurich, Thụy Sỹ. Việc tạo ra khái niệm "nông nghiệp cộng đồng" được khôi phục lại bởi Vander Tuin. Ảnh hưởng này sau đó đã tạo ra hai mô hình nông nghiệp công đồng riêng biệt và đồng thời năm 1986. Vườn nông nghiệp cộng đồng ở Great Barrington, Massanchusetts được thành lập bởi Jan Vander Tuin, Susan Witt, và Robyn Van En. Nông trại cộng đồng Temple-Wilton được thành lập ở New Hampshire bởi Anthony Graham, Trauger Groh, và Lincoln Geiger.

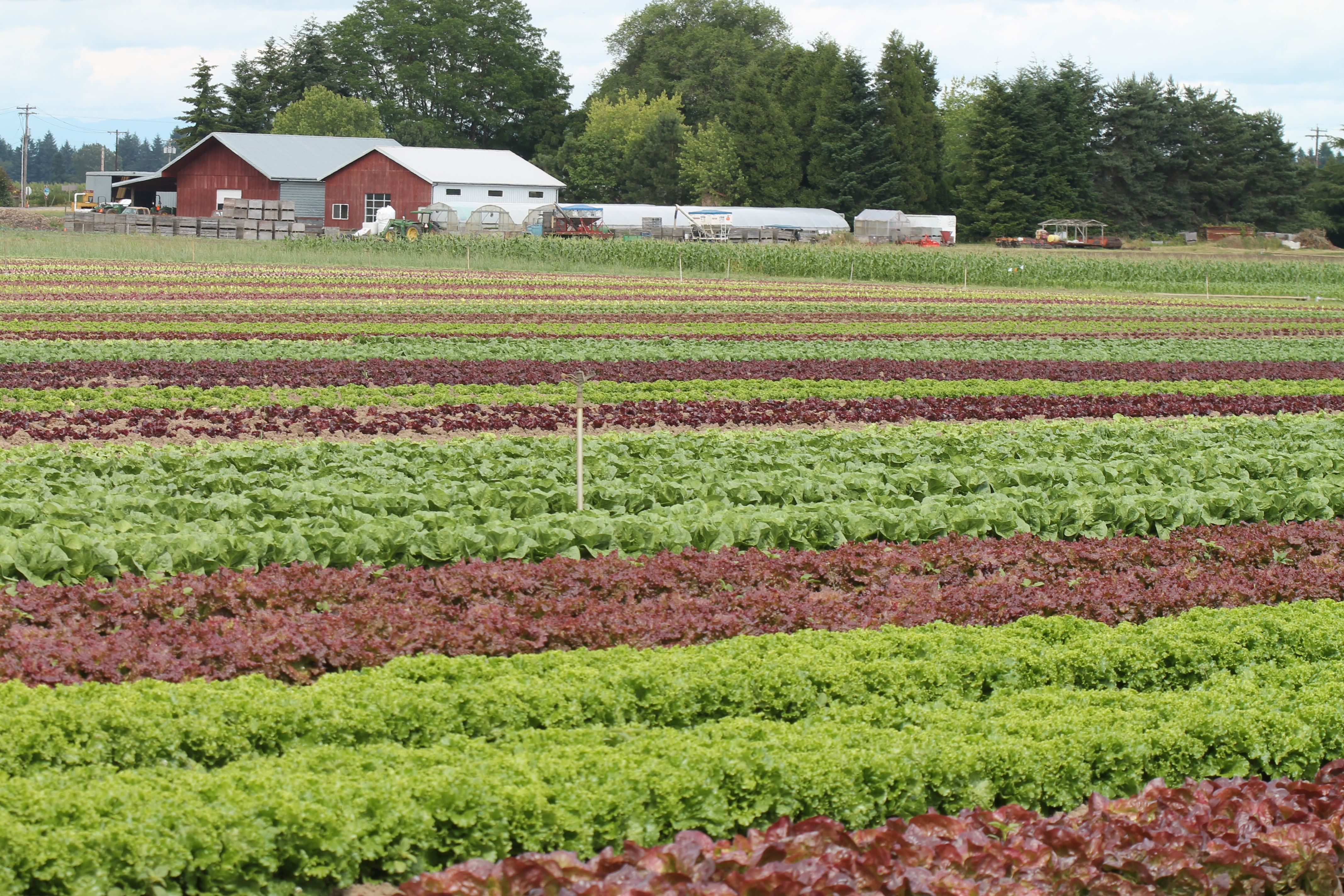
Nông trại hạt mù tạt, một nong trại nông nghiệp cộng đồng hữu cơ ở Oregon

Nông trại ở Great Barrington  chỉ tồn tại đến năm 1990 do nhiều thành viên đã rời đi để thành lập nông trại nông nghiệp Mahaiwe Harvest. Một trong các sáng lập viên, Robyn Van En trở thành thành viên có ảnh hưởng quan trọng trong chiến dịch CSA tại Mỹ và đã thành lập tổ chức CSA Bắc Mỹ năm 1992. Nông trại Temple-Wilton thành công hơn và vẫn còn hoạt động cho đến ngày nay. Nông trại trở thành một thành viên quan trọng của cộng đồng Wilton và nhận được nhiều hỗ trợ từ chính quyền, liên bang và các nguồn lực địa phương.
Một mô hình tồn tại song song ở Nhật Bản tên là Teikei những năm giữa thập niên 60. Tương tự, tiến sỹ Booker T. Whatley, một giáo sư nông nghiệp tại Alabama đã hỗ trợ cho câu lạc bộ thành viên Clientele những năm 60s.
Từ thập niên 80, các nông trại nông nghiệp cộng đồng được thành lập rộng khắp ở Bắc Mỹ, chủ yếu ở các bang New England, Northwest, bờ biển Thái Bình Dương, Upper Midwest và Canada. Bắc Mỹ hiện nay có ít nhất 13,000 nông trại CSA trong đó 12,549 là ở Mỹ (số liệu thống kê của Bộ nông nghiệp Mỹ năm 2007. Việc gia tăng các nông trại CSA có liên quan đến việc nâng cao ý thức về môi trường ở Mỹ. Một vài ví dụ về các nông trại CSA lớn và hoạt động tốt ở Mỹ là: Angelic Organics, Golden Earthworm Organic Farm  Phillies Bridge Farm, và Roxbury Farm. CSA thậm chí còn trở nên phố biến ở thành phố bởi được chứng minh tính hiệu quả bởi Liên minh chống nạn đói thành phố New York. CSA được duy trì tại 5 quận của New York. Nông trại Farm Fresh To You ở Capay Valley, California có số lượng khách hàng đăng ký cao nhất lên tới 13,000 gia đình. Mạng lưới Québec CSA (23 tuổi tính đến năm 2018) là một trong các mạng lưới lớn nhất trên thế giới. Đó làm một hệ thống độc nhất nơi mà các tổ chức phi chính phủ tiếp cận khách hàng cho người nông dân và cung cấp cho người nông dân các hỗ trợ kỹ thuật cần thiết. Hơn 100 nông trại là thành viên của mạng lưới này. Một vài mạng lưới CSA điều hành bởi chính người dân, như Sugar Mountain Farm ở Vermont, nhằm hỗ trợ tài chính cho các cải tiến mới và cơ sở hạ tầng mới.
Từ năm 2008, mạng lưới CSA quốc tế Urgenci đã điều phối các chương trình trao đổi và chia sẻ thông tin. Kết quả là hàng tá các nông trại CSA quy mô nhỏ đã được thành lập tại Trung Âu và Đông Âu.

## Mô hình kinh tế xã hội
CSAs tạo ra mối liên hệ trực tiếp giữa nhà sản xuất và người tiêu dùng thông qua các thị trường thay thế nới mà người bán và người mua cùng chia sẻ rủi ro của việc trồng trọt. Mục tiêu của mô hình CSA đầu tiên ở Mỹ là hỗ trợ người bán và người mua có vị thế ngang bằng nhau, từ đó có thể trao đổi sản phẩm với giá cả hợp lý nhất, công bằng nhất.
Khách hàng trả tiền cho những thứ như sự minh bạch, quản lý và bảo vệ môi trường, quan hệ với nhà sản xuất, v.v.  Những người nông dân tham gia vào mô hình CSAs làm tất cả những việc đó để hoàn thành mục tiêu hơn là vì lợi nhuận và thường không được trả công hợp lý. 
Những thị trường như thế này nơi mà thặng dư tiêu dùng đến từ việc khách hàng sẵn sàng bỏ nhiều tiền hơn để trả cho nhiều thứ (môi trường, minh bạch, v.v) chứ không chỉ là bản thân sản phẩm mà họ sẽ cầm về. Mặc dù những thị trường này vẫn tồn tại trong các nền kinh tế tư bản lớn hơn, chúng có khả năng tồn tại được là do những "tiền thuê kinh tế này"  được thu đều đặn. 

## Hệ thống CSA
CSAs thường tập trung vào (1) sản xuất những thực phẩm chất lượng cao cho cộng đồng địa phương, thường sử dụng phương pháp canh tác hữu cơ hoặc năng lượng sinh học và (2) cấu trúc thị trường chia sẻ rủi ro. Hình thức vận hành nông trai này (cần sự tham gia tích cực của khách hàng và bên liên quan khác hơn thông thường) khiến cho mối quan hệ giữa người sản xuất và người tiêu dùng khăng khít hơn. Thiết kế chính bao gồm việc phát triển một nhóm các khách hàng thân thiết, những người sẵn sàng chi tiền cho cả mùa để có những thực phẩm chất lượng cao. Hệ thống này có nhiều biến thể về cách thức làm thế nào để trang trại nhận được hỗ trợ bởi khách hàng hay làm thế nào để người bán gửi sản phẩm đến tay người tiêu dùng. Lý thuyết CSA chỉ ra rằng một nông trại nhận được nhiều hỗ trợ thì họ càng có thời gian để tập trung nâng cao chất lượng và giảm rủi ro.

### Cấu trúc
Các nông trại nông nghiệp cộng đồng ở Mỹ ngày nay có 3 đặc điểm chung: (1) nhấn mạnh vào tính cộng đồng và sản xuất địa phương, (2) chia sẻ và đăng ký trước vụ mùa, và (3) giao hàng hằng tuần cho những người đăng ký và khách hàng thường xuyên. Mặc dù việc vận hành CSA rất khác nhau giữa các nông trại và phát triển qua thời gian, 3 đặc điểm này dường như vẫn nguyên vẹn.  Việc vận hành CSA cũng phụ thuộc nhiều vào 4 cách tổ chức thực tế, bao gồm: hỗ trợ người dân biết được nhu cầu của cộng đồng, hỗ trợ khách hàng tiếp tận với người dân để trình bày như cầu và khả năng tài chính (hạn hẹp) của họ, hỗ trợ cam kết giữa người bán và người mua, và hỗ trợ để nhu cầu của nông dân được biết đến.
Dựa trên 4 các tổ chức này, có bốn loại hình CSA được phát triển:
- Nông trại quản lý bởi một người sản xuất/nông dân: một người dân thành lập và duy trì nông trại CSA, tuyển và tìm kiếm người đăng ký và quản lý CSA
- Nông trại quản lý với người tiêu dùng: Người dân địa phương lập nên CSA và thuê nông dân đến canh tác. Người dan địa phương phải quản lý nông trại
- Nông trại quản lý bới một nhóm người sản xuất/nông dân: Nhiều nông dân thành lập và vận hành một nông trại
- Nông trại quản lý bởi nông dân và người dân địa phương: Người bán và người mua cùng phối hợp thành lập và quản lý nông trại.[16]

Trong phần lớn các mô hình CSA đời đầu, có một nhóm thành viên nòng cốt được thành lập. Những thành viên nòng cốt này sẽ hỗ trợ ra quyết định bao gồm: thị trường, phân phối, quản trị, và tổ chức cộng đồng. CSAs có thành viên nòng cốt thường thành công và có lãi. Tuy nhiên, năm 1999, 72% các CSA không có thành viên nòng cốt. CSA có thành viên nòng cốt thường thành công hơn các CSA hợp tác giữa nông dân và người tiêu dùng và các CSA không có thành viên nòng cốt.

### Hệ tư tưởng
Nông nghiệp cộng đồng ở Mỹ ảnh hưởng bởi ý tưởng của Rudolf Steiner, một triết gia người Áo. Ông phát triển khái niệm nông nghiệp triết học và nông nghiệp sinh học.

### Phương phát phân phối và marketing
Sản phẩm của các mô hình CSA gốc và chủ yếu là cây trồng. Trong những năm gần đây, sản phẩm đa dạng hơn và bao gồm cả các sản phẩm không phải cây trồng như trứng, thịt, bột mỳ, mật ong, ngũ cốc và xà bông.  
Giá các sản phẩm cũng khác nhau giữa các nông trại. Các sản phẩm được bán theo từng gói lớn, đủ ăn cho 2-5 người hoặc được chia nhỏ hơn, cho 1-3 người. Giá cả dao động từ $200 đến $500 một vụ. Giá trọn gói thường ở mức trung bình là $400 và giá nửa gói là $250.  
Giá cả thường phụ thuộc vào giá chi phí đầu vào của sản xuất, tuy nhiên cũng được tính toán dựa vào việc so sánh giá cả ở các CSA khác, chi phí sản xuất biến đổi, thị trường và thu nhập của cộng đồng. Nhiều CSA có các nhiều lựa chọn về thanh toán cho người tiêu dùng và các lựa chọn khác nhau cho người có thu nhập thấp.
Sản phẩm sẽ được phân phối theo nhiều cách khác nhau. Chủ yếu sẽ được phân phối hàng tuần. Phần lớin các CSAs cho phép người mua đến nông trại để lấy thành phẩm. Sản phẩm cũng có thể được giao đến nhà người mua qua các kênh địa phương, giao tận nhà hoặc các chợ của nông dân. 
Các nông trại khác nhau có cách quảng bá nông trại và sản phẩm của họ theo các cách khác nhau. CSA cũng sử dụng các kênh marketing khác nhau để đa dạng hóa kênh bán hàng và tăng số lượng người đăng ký. CSAs có thể sử dụng chợ địa phương, nhà hàng, khu bán lẻ, các cửa hàng bán buôn. Một trong các vấn đề các nông trại gặp phải là sản xuất dư thừa, vì vậy CSAs thường bán sản phẩm theo nhiều hình thức hơn là bán trọn gói. Thông thường, các nông trại thường bán sản phẩm ở chợ địa phương. Các sản phẩm dư thừa thỉnh thoảng sẽ được đưa vào ngân hàng thực phẩm.

### Thử thách cho nông dân
Nhiều nông trại có thể tận dụng mối quan hệ thân thiết giữa khách hàng và sản phẩm của họ bởi nhiều khách hàng sẵn sàng chi trả nếu họ biết sản phẩm đó từ đâu mà ra, ai sản xuất chúng và có thể biết thêm nhiều thông tin về nguồn gốc sản phẩm, xem thêm chi phí thuê kinh tế. Tuy nhiên nhiều nông dân thành gia và nông nghiệp cộng đồng không có lãi. Nghiên cứu các CSA của Galt tiến hành năm 2013 chỉ ra rằng nhiều nông dân bóc lột chính họ để sản phẩm có giá thấp. Nghiên cứu cũng nói rằng nông dân có thể tính giá nhân công của họ rẻ mạt để khách hàng có thể đủ tiền mua các sản phẩm họ làm ra (tìm hiểu thêm  tại đây moral economy).

## Link tìm hiểu thêm
- Agrarian socialism
- Agroecology
- Artisanal food
- Civic agriculture
- Common land
- Communalism
- Community land trust
- Community supported fishery
- Development-supported agriculture
- Economic rent
- Farmers' market
- Local food
- Moral economy
- Sustainable agriculture
- Vegetable box scheme
- Worker cooperative
- WWOOF